# Microregiunea Püspökladány
Microregiunea Püspökladány (în maghiară Püspökladányi kistérség) a fost o microregiune statistică (kistérség) din județul Hajdú-Bihar, Ungaria.
Cu o populație de 48.297 locuitori și o suprafață de 954,96 km2, aceasta a existat până în 2014, când în Ungaria, microregiunile ”kistérségek” au fost înlocuite de districte (járások).